# Henrik av Nederländerna
Henrik av Nederländerna (fullständigt namn Willem Frederik Hendrik), född den 13 juni 1820, död den 13 januari 1879 av mässling i Walferdange i Luxemburg, var en nederländsk prins.

## Biografi
Henrik av Nederländerna var yngre son till Vilhelm II av Nederländerna och hans maka Anna Pavlovna av Ryssland.
Han tjänstgjorde som ung i Nederländernas flotta tills han 1850 blev utnämnd till ståthållare i Luxemburg, en tjänst som han innehade livet ut.
Prins Henrik var gift två gånger: första gången i Weimar 1853 med prinsessan Amalia av Sachsen-Weimar (1830–1872), andra gången i Potsdam 1878 med prinsessan Marie av Preussen (1855–1888), dotter till Fredrik Karl av Preussen. Bägge äktenskapen var barnlösa.